# 融信資源
融信資源控股有限公司（英語：Rosan Resources Holdings Limited，港交所除牌前：0578），前稱為「中國煤層氣集團有限公司」，以及「合動能源控股有限公司」，是一家中國煤炭公司，也就是在2007年3月9日，由恆發能源控股有限公司更名而來。
中國煤層氣原與中國平煤神馬集團及河南省煤層氣開發利用有限公司共同持有的合營公司河南煌龍新能源發展有限公司，合作開發河南省平頂山煤田。中國煤層氣原持有河南煌龍74%的股權，是在2011年1月以99萬收購的。2012年2月，中國煤層氣以7120萬出售相關資產。是次出售引來小股東的質疑，因中國煤層氣曾披露相關資產估值為269.83億元。
2011年11月，中國煤層氣股價一日內下跌83%。中國煤層氣指是次急跌是因為原大股東王瑞雲持有的部份股份被證券公司強行出售。其後公司控股權易手至王超。
中國煤層氣另持有金豐煤業90%的股權。
香港聯合交易所有限公司（聯交所）宣布，由2022年11月7日上午9時起，融信資源控股有限公司的上市地位將根據《上市規則》第6.01A(1)條予以取消。

## 外部連結
- 融信資源控股投資者關係（页面存档备份，存于）